# Côte des Dunes
Pour les articles homonymes, voir Rodin (homonymie).
Le Côte des Dunes, initialement nommé SeaFrance Rodin puis Rodin, est un ferry construit par les Aker Finnyards en Finlande pour la Compagnie maritime SeaFrance. Racheté par DFDS Seaways en 2016, il est alors renommé Côte des Dunes
Il est conçu pour accueillir 1 900 passagers dans des espaces élégants et confortables.
Il effectue les liaisons transmanches de la ligne Calais — Douvres.

## Reconversion
Depuis la liquidation de la société SeaFrance, la société du Tunnel sous la Manche (Eurotunnel) a racheté trois des quatre ferrys de l'ancienne société. La SCOP des anciens salariés de SeaFrance le loue au sein de la nouvelle compagnie française MyFerryLink.
Depuis la liquidation de MyFerryLink, Eurotunnel le loue avec option d'achat au groupe DFDS Seaways sous le nom de Côte des Dunes. Sa première escale sous ses nouvelles couleurs a lieu le 9 février 2016 au port de Calais avec quelques minutes de retard sur l'horaire prévu.

## Navire jumeau
- Le Côte des Flandres ex Berlioz

## Galerie

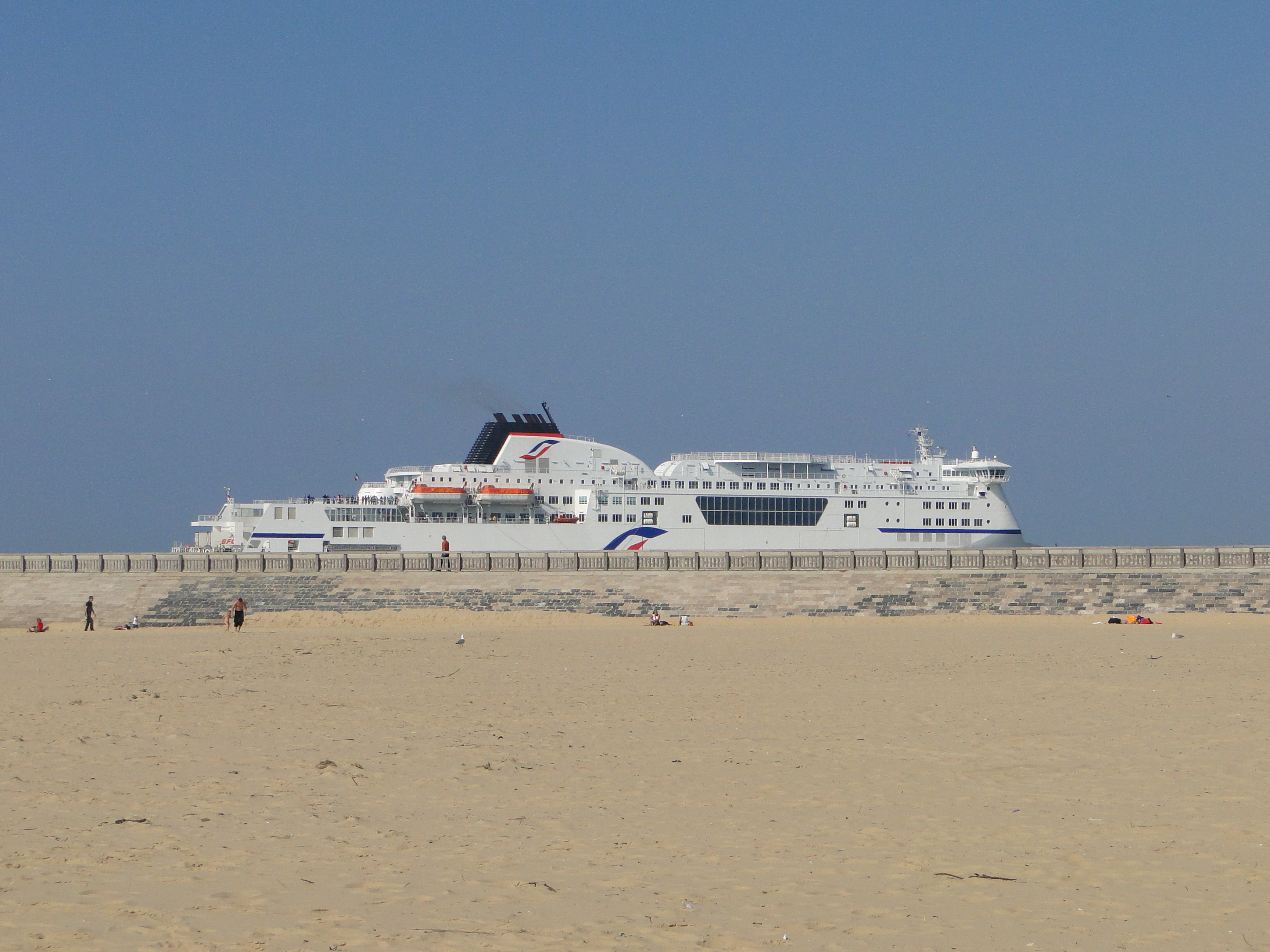
SeaFrance Rodin entrant au port de Calais
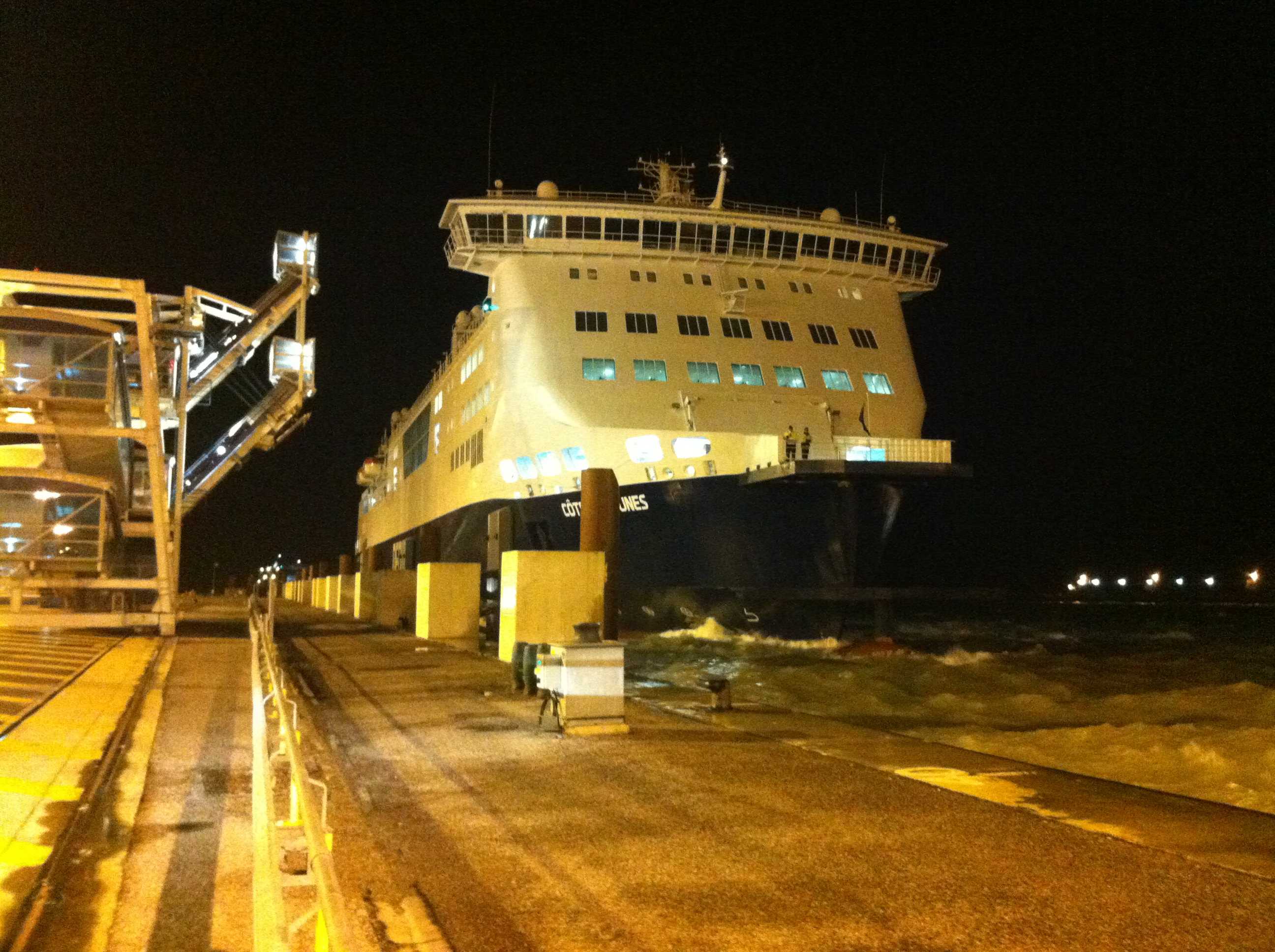
Côte des Dunes : Depuis fin janvier 2016 son nouveau nom chez DFDS